# 구마정 (에히메현)
구마정(久万町)은 에히메현 주요지방에 있던 정이다. 현재의 구마코겐정에 해당한다.

## 역사
- 1901년 8월 20일 - 가미우케나군 구마촌이 정으로 승격해 구마정 (제1차)이 되었다.
- 1924년 2월 11일 - 가미우케나군 스고촌과 합병해 구마정 (제2차)이 되었다.
- 1934년 3월 24일 - 마쓰야마역전과 구마마치정을 연결하는 쇼에 버스가 개통되었다.
- 1943년 9월 1일 - 가미우케나군 묘지촌과 합병해 구마정(제3차)이 되었다.
- 1959년 3월 31일 - 가미우케나군 가와세촌, 후지미촌 및 미카와촌의 일부를 합병해 구마정 (제4차)이 되었다.
- 2004년 8월 1일 - 미카와촌, 야나다니촌, 오모고촌과 합병해, 구마코겐정이 되어, 구마정은 폐지되었다.

## 교통

### 도로
- 국도 33호선
- 국도 380호선